# Isometrische projectie

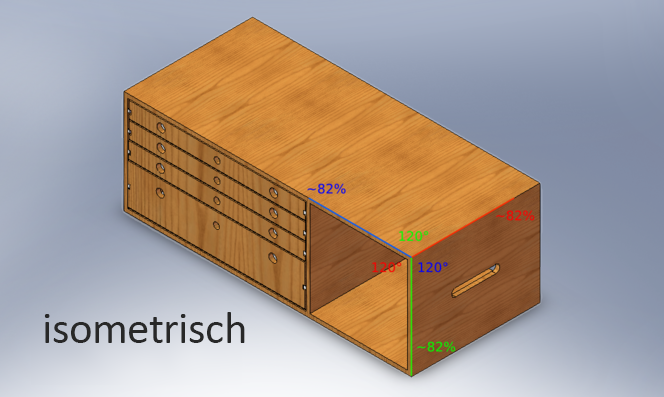
Kast weergegeven met de isometrische projectie

Isometrische projectie is een vorm van parallelprojectie, dus zonder lijnperspectief, voor ruimtelijke figuren waarin lijnen overwegend in drie onderling loodrechte richtingen lopen. Er loopt van die drie lijnen meestal een verticaal. Men kijkt bij deze methode zodanig tegen een hoek van een blok aan dat de hoek van de kijkrichting met elke as gelijk is. Lengten worden in deze drie richtingen door de projectie dus met dezelfde factor verkort en de schaal is gelijk. De hoek tussen de projecties van de assen is door de symmetrie altijd 120°.
De kijkrichting maakt een hoek van ongeveer 35° met de grond en de horizontale projectie van de kijkrichting maakt hoeken van 135° met de zijkanten van het blok.
De isometrische projectie wordt samen met de dimetrische en de trimetrische projectie gerekend tot de orthografische projecties.
Om het tekenen van isometrische projecties te vergemakkelijken bestaat er isometrisch tekenpapier. Hierop zijn om de 5 mm lijnen aangebracht die parallel aan de drie projectie-assen lopen.

## Toepassingen
De isometrische projectie wordt veel bij technisch tekenen gebruikt. Het is gestandaardiseerd in de NEN-EN-ISO 5456 Technical drawings. De orthogonale projectie en lijnperspectief worden ook in deze norm behandeld.
De isometrische projectie wordt in videospellen, zoals onder andere in de eerste The Sims- en Command & Conquer-spellen, gebruikt. Alles wordt hierbij vanaf een hoek bekeken.